# Līvi
Līvi war eine Rockgruppe aus Liepāja, Lettland. Sie bestand von 1976 bis 2010 und war prägend für die dortige Rockmusik.

## Geschichte
Bereits 1972 planten die Musiker Eriks Ķiģelis und Juris Pavītols gemeinsam ein Projekt, das aber wegen Krankenhausaufenthalts nicht zustande kam. 1976 wurde dann im Kulturpalast von Liepājas Metalurgs Līvi offiziell gegründet. Unter anderen waren Jānis Grodums am Bass und Vilnis Krieviņš am Schlagzeug vertreten. Spätestens mit dem Auftritt bei der musikalischen Fernsehsendung Mikrofons 1982 gehörte die Gruppe mit dem Sänger Rodrigo „IGO“ Fomins zu den beliebtesten Formationen Lettlands. Sie selbst betrachteten sich wie selbstverständlich als beste Rockband des Landes. Allerdings hatte die vermehrte Aufmerksamkeit auch Auftrittsverbote durch sowjetrepublikanische Regierungsorgane zur Folge. Nach weiteren Erfolgen und dem bahnbrechenden ersten Album „Iedomu pilsēta“ (deutsch „Imaginäre Stadt“) wurde besonders das Lied „dzimta valoda“ („Muttersprache“) dann zu einer Art Hymne der beginnenden nationalen Emanzipation.
1985 verunglückte Ķiģelis bei einem Autounfall tödlich. Als neuer Bandleader kam Ainars Virga, der als Kind Gitarrenunterricht von seinem Vorgänger erhalten hatte. Der Musikstil orientierte sich nun mehr an westlichen Vorbildern. Lead-Sänger Aivars Brīze und ab 1989 Schlagzeuger Dainis Virga traten neu zur Gruppe. Mit den rauchigen Reibeisenstimmen von Grodums und Brīze, welche anscheinend unverzichtbarer Bestandteil einer lettischen Hardrock-band sind, wurden sie dort zu Prototyp und Inbegriff der Rocker schlechthin. Mit ihren ultraharten, ausschließlich in Lettisch gesungenen Texten, in denen keine Rücksicht auf irgendwelche Empfindlichkeiten genommen wurde, und nach denen sie auch niemand wirklich gefragt hatte, rockten sie dann eineinhalb Jahrzehnte lang die Festivals und Konzerthallen des Landes rauf und runter.
Sänger Aivārs Brīze verließ die Gruppe 1997. Danach wechselten die Besetzungen öfter und 2003 starb der Schlagzeuger bei einem Autounfall. 2010 nach dem Tod des Gründungsmitglieds und einzigem verbliebenen Lead-Sängers Jānis Grodums, gab Ainars Virga dann schließlich die Auflösung der Band bekannt.
Zum Andenken an die Band wurde 2014 in ihrer Heimatstadt Liepāja das Monument „Spoku koks“, zu deutsch „Spuk-Baum“ (aus einem ihrer Songs) errichtet. Außerdem finden unter dem Motto „Unkraut vergeht nicht“ (ebenfalls eine ihrer Liedzeilen) ab und an Gedächtniskonzerte mit ehemaligen Bandmitgliedern oder deren Söhnen statt.